# Томай (Гагаузия)
Томай (рум. Tomai) — село на юге Молдавии в составе автономного территориального образования Гагаузия, на речке Лунгуца.

## Название
Однозначных исторических данных относительно происхождения названия Томай не существует, однако связывается с пребыванием на территории Бессарабии, начиная с середины XVI в. и вплоть до 1807—1808 гг. ногайцев.

## География
Рядом с восточной окраиной села, по направлению с севера на юг протекает река Лунгуца (правый приток реки Лунга, водосборный бассейн реки Ялпуг).

## История
Согласно проведённым в период с 1822 по 1828 год статистическим описанием вошедших в Российскую Империю земель Бессарабии, по состоянию на 1827 год, населённый пункт имел статус колонии. Там же упоминается, что она существует с 1813 года, и расположена на правом берегу реки Лунгуца по отлогости горы. Уже изначально колония отстраивалась кварталами. В то время в колонии в 95 плетнёвых домах проживало 110 семей, было построено 4 мельницы, вырыто 17 колодцев и заложено 2 виноградника. В хозяйствах содержалось 353 лошади, 1378 рогатого скота и 2589 овец.
В 1819 г. за средства томайца Парфентия Савина была построена деревянная церковь Успения Пресвятой Богородицы, а уже в 1827 году она стала каменной. К церкви были причислены также прихожане Ферапонтьевского молитвенного дома, который находился в соседнем селе Ферапонтьевка.

## Достопримечательности
В ноябре 2015 года в селе был открыт «Драган» парк.

## Известные уроженцы
- Дмитрий Георгиевич Топчу — молдавский и румынский политик, сторонник аграризма.
- Юрий Дмитриевич Димчогло — украинский политик и общественный деятель, заместитель председателя Одесского областного совета, депутат Одесского областного совета VI—VII созывов, кавалер украинского Ордена «За заслуги» III степени. Соавтор книги «История гагаузов Украины». Инициатор проекта строительства паромной переправы между Украиной и Румынией Орловка — Исакча".